# Bilgeri Glacier
Bilgeri Glacier är en glaciär i Antarktis. Den ligger i Västantarktis. Argentina, Chile och Storbritannien gör anspråk på området. Bilgeri Glacier ligger 409 meter över havet.
Terrängen runt Bilgeri Glacier är huvudsakligen kuperad, men åt sydost är den bergig. Havet är nära Bilgeri Glacier åt nordost. Trakten är obefolkad. Det finns inga samhällen i närheten. 